# Európai fekete özvegy
Az európai fekete özvegy vagy karakurt (Latrodectus tredecimguttatus) a pókszabásúak (Arachnida) osztályának pókok (Araneae) rendjébe, ezen belül a főpókok (Araneomorphae) alrendjébe és a törpepókfélék (Theridiidae) családjába tartozó faj.

## Előfordulása
Európa mediterrán térségében, valamint Ázsia délnyugati és középső részén honos. 
|  |  |

## Mérge
A fekete özvegy idegmérge emberben erős fájdalmat, álmatlanságot, véraláfutásos hegeket, bágyadtságot, a csípés helyén nagy, pattanásszerű gyulladtságot okoz, azonban valódi idegméreg hatása a csípés után 24 óra után jelentkezik, ami az idegrendszert építi le, légzésnehézséget, szívfájdalmakat okozva. Nem megfelelő kezelés ellenméreg hiányában gyenge szervezetre halálos lehet.[forrás?]